# Faucon ardoisé
Falco ardosiaceus
Espèce
Statut CITES
Statut de conservation UICN

 LC  : Préoccupation mineure
Le Faucon ardoisé (Falco ardosiaceus) est une espèce de rapaces diurnes africains appartenant à la famille des Falconidae. C'est une espèce monotypique, cela signifie qu'il n'existe pas de sous-espèces. Il habite dans des zones sèches comme des prairies ou dans la savane. Son aire de répartition se situe en Afrique subsaharienne et centrale. Le descripteur de l'espèce est Vieillot en 1823.

## Description
Son plumage est gris ardoisé, ce qui lui a valu son nom. Sa tête, sa nuque et son poitrail sont d'un gris plus bleuté. Les primaires et les plumes de la queue sont plus foncées, presque noires. La cire de son bec, le cercle de ses yeux et ses serres sont jaune vif. Ses yeux sont noirs, et ses serres sont gris foncé. En vol, ses ailes sont finement rayées de blanc et de noir, le bout de ses ailes est sombre. Ses pattes ne sont pas plumées. C'est un faucon de relative petite taille. Sa taille est de 33 cm, son envergure de 58 à 72 cm et son poids de 195 à 300 grammes.

## Galerie

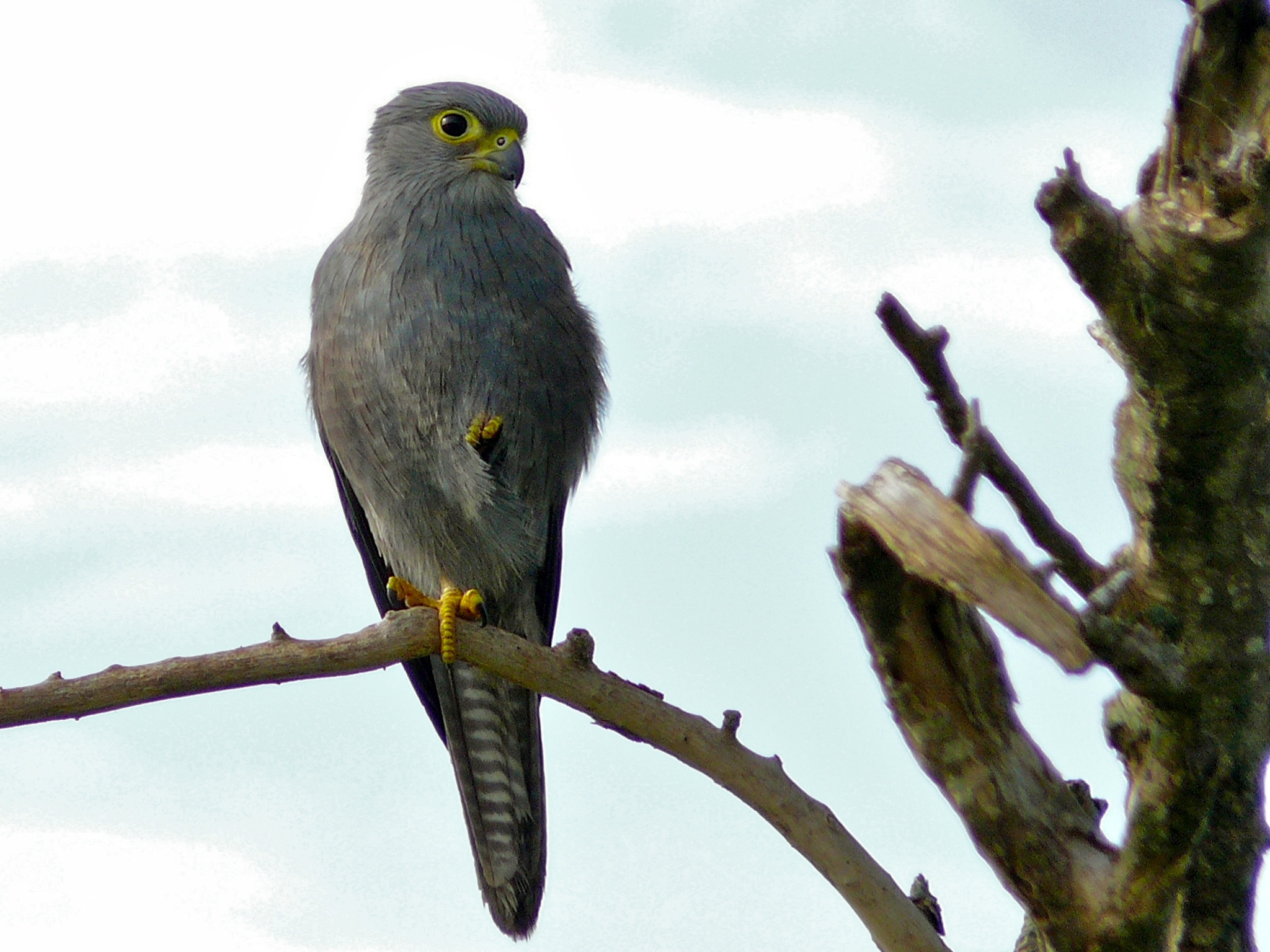
Faucon ardoisé (Falco ardosiaceus) (Parc national Murchison Falls, Ouganda)
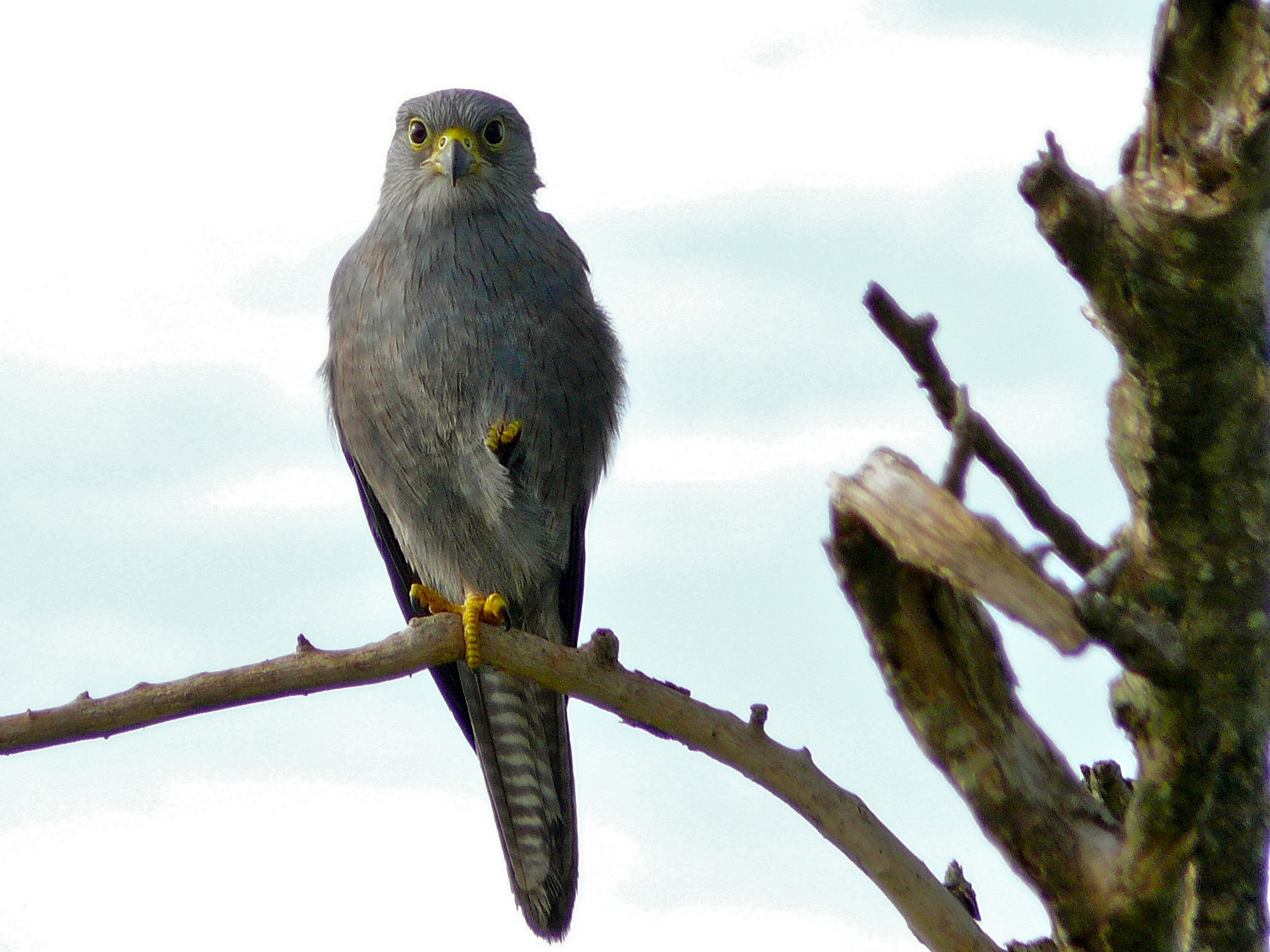
Faucon ardoisé (Falco ardosiaceus) (Parc national Murchison Falls, Ouganda)
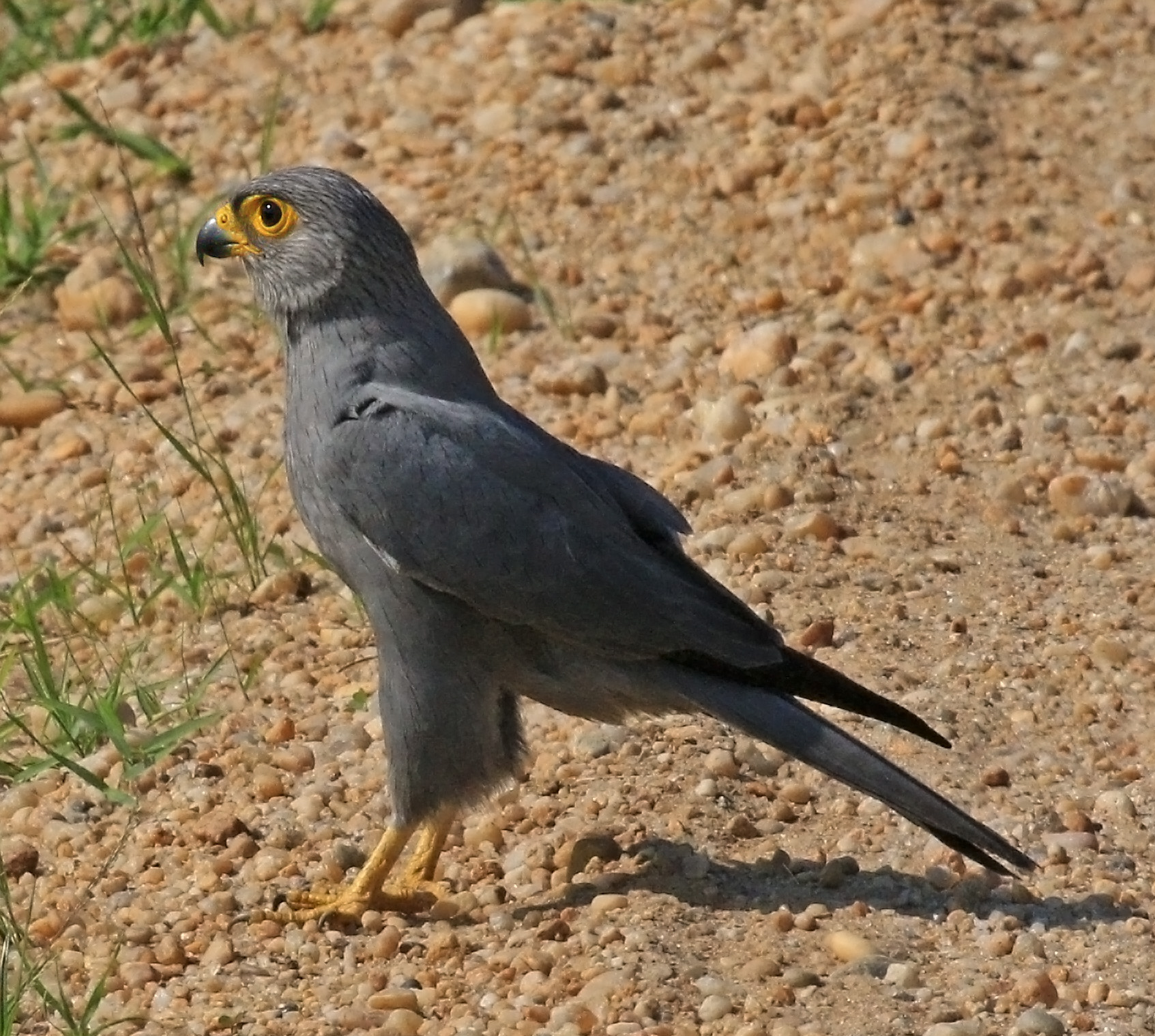
Faucon ardoisé (Falco ardosiaceus) (Queen Elizabeth National Park, Ouganda)